# بستنة حضرية

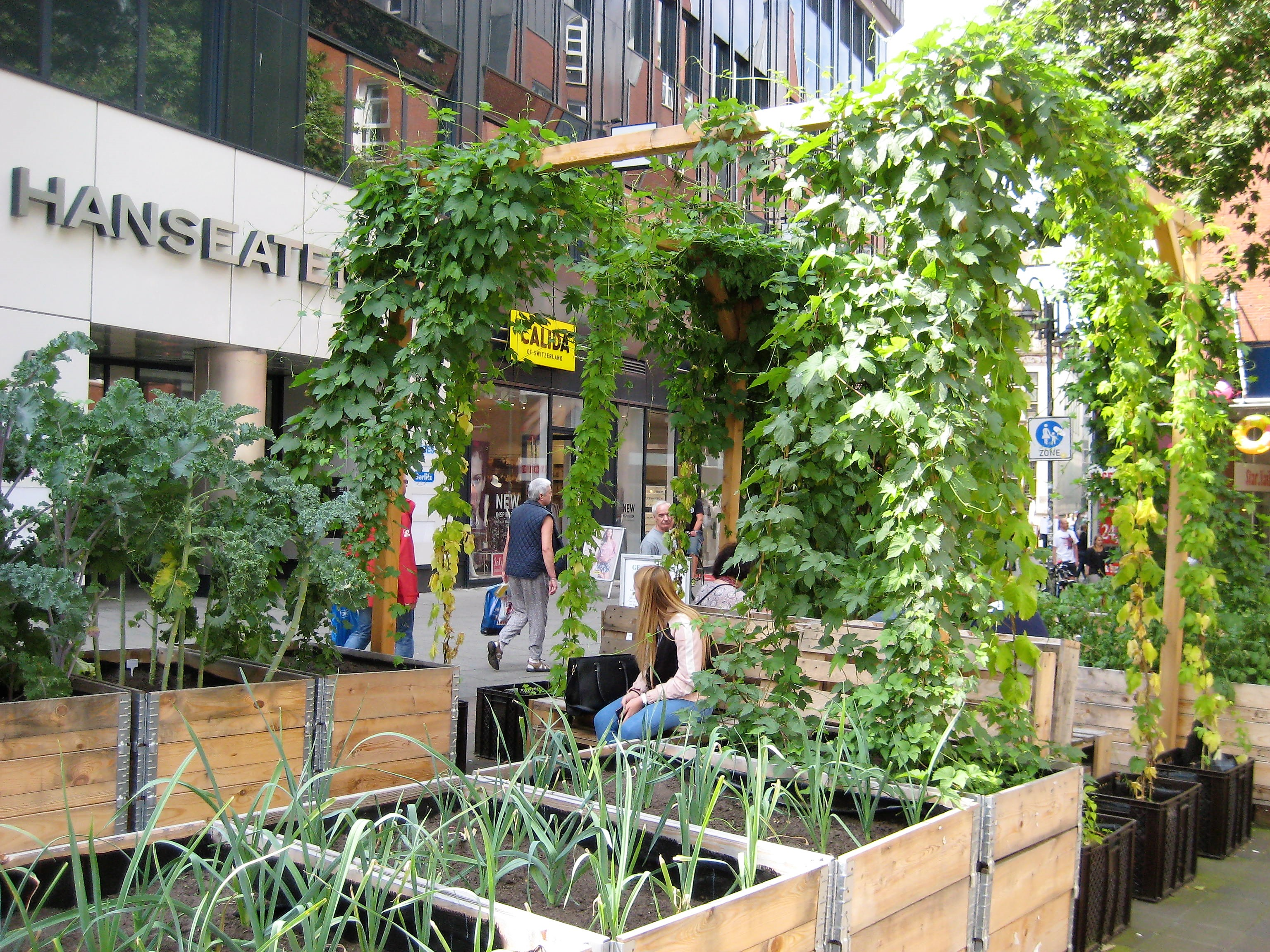

البستنة هي علم وفن إنماء الفاكهة والخضار والورود ونباتات الزينة. أما البستنة الحضرية، فهي دراسة العلاقة بين النباتات والبيئة الحضرية. تركز البستنة الحضرية على الاستخدام الفعال للبستنة لإصلاح وتحسين المنطقة الحضرية المحيطة. ومع توسع المدن وتسارع وتيرة التمدن، يعد مجال الدراسة ضخمًا ومعقدًا، لم يحصل المجال على الزخم سوى مؤخرًا. هناك علاقة بين البستنة الحضرية ومنتجات البستنة، كالفواكه والخضار والنباتات الأخرى التي تزرع من أجل أهداف عديدة، جمالية ومعمارية وترفيهية ونفسية، لكن فوائد البستنة الحضرية أكبر من ذلك بكثير.

## تاريخ
كانت البستنة ودمج الطبيعة مع الحضارة البشرية جزءًا أساسيًا من عملية إنشاء وإعمار المدن. عندما استقرت حضارات الشعوب الرحل، كانت مراكز التجارة الأساسية لديهم هي حدائق الأسواق والمزارع. تطورت البستنة الحضرية سريعًا مع ولادة المدن، وتصاعد التجارب البشرية، وتبادل الأفكار. قادت تلك الأفكار إلى توزيع الحقول الشاسعة على المزارعين في المناطق الداخلية. لعدد من القرون، دمجت المنازل والمباني العامة مع الزراعة، تمثل ذلك بإنشاء الحدائق، والمزارع، والأراضي الرعوية، والحدائق المنزلية، والمراعي العامة، إلخ. وهكذا، كانت البستنة جزءًا ثابتًا من حياة الناس في المدن. ومع قدوم الثورة الصناعية وتزايد تعداد السكان بسرعة، تغيرت الطبيعة واستبدلت المساحات الخضراء بالطوب والأسفلت. بعد القرن التاسع عشر، عاد البشر إلى البستنة، بشكل انتقائي، في بعض المساحات الحضرية، كان ذلك ردًا على الظروف غير الصحية للأحياء المجاورة للمعامل والمصانع. بدأت المدن أيضًا بتنمية وتطوير المتنزهات العامة.

### مظاهر البستنة بعد الحرب العالمية الثانية
أنشئت حركات البستنة الحضرية الأولى لتخدم أهدافًا اجتماعية في فترات الكساد، أي يمكن اعتبارها أشبه بمساعدات إنسانية لرفع معنويات الجماهير. اضمحلت ممارسة البستنة الحضرية بعد الحرب العالمية الثانية، وعندها أصبحت الضواحي مركز النمو الاقتصادي والسكني. انتقل معظم السكان ذوي الوضع الاقتصادي الثابت من المدن، وهاجروا ليسكنوا تلك الضواحي، تاركين خلفهم أحياء شعبية فقيرة في مركز المدينة. لكن هناك بعض الاستثناءات، كمشاريع الحدائق التي أنشأتها سلطات الإسكان العام في خمسينيات وستينيات القرن الماضي، بهدف التجميل والتزيين. ترك أصحاب الأعمال أيضًا المناطق الحضرية، ما ولد أراض مقفرة ومناطق يفصلها الفقر عن بعضها.
أدى تناقص رؤوس الأموال المستثمرة (الاستثمار السالب) في مراكز المدن الرئيسة، بشكل حتمي، وتحديدًا في أمريكا، إلى زيادة حادة في الأراضي والعقارات الفارغة. فأصبحت الأبنية الموجودة غير قابلة للسكن، وهجرت المنازل وأصبحت الأرض الصناعية خالية. جاءت حركات البستنة المجتمعية، والزراعة الحضرية، وحركات تأمين الغذاء لتحارب القضايا السابقة على مستوى محلي. في الحقيقة، هناك حركات أخرى ظهرت في تلك الفترة كحركات السلام والبيئة والنساء والحقوق المدنية والعودة إلى المدينة، جميعها في ستينيات وسبعينيات القرن الماضي، بالإضافة إلى حركة «العدالة البيئية» في ثمانينيات وتسعينيات القرن الماضي. استغلت تلك الحركات فرصة وجود أراض فارغة وخالية، واعتبرتها وسيلة لإحياء المجتمعات من خلال إنشاء حدائق مجتمعية ومدرسة وأسواق للمزارعين وزراعة حضرية.

### حركة البستنة المشتركة الحديثة
أخذت الأمور منعطفًا مغايرًا في القرن الحادي والعشرين، فأدرك الناس حاجتم إلى البساتين والحدائق الجماعية والمحلية والمساحات الخضراء. المبدأ قديم لكن الأهداف جديدة. تتمثل الأهداف الرئيسة لهذه الحركة بتنظيف الأحياء وإنهاء تجارة المخدرات التي تحدث في العقارات والأراضي الفارغة، والحفاظ على الغذاء من أجل الاستهلاك وإعادة الطبيعة إلى المناطق الصناعية، وجلب التقاليد الزراعية إلى المدن الحضرية. ينظر إلى البستنة المشتركة أو التشاركية على أنها السبيل في خلق علاقة بين الناس والمكان، عن طريق الانخراط الاجتماعي والجسدي. تنشأ معظم الحدائق أو البساتين المشتركة على أراض فارغة تختلف في أحجامها، وتزرع بشكل عام على هيئة أراض فردية على يد أفراد من المجتمع. توفر تلك المناطق مكانًا للمناسبات الاجتماعية والثقافية والفنية وتسهم في إعادة بناء روح المجتمع المحلي. بدأت حركة البستنة المشتركة الحديثة نشاطها على يد الأحياء، إضافة للدعم الحكومي والمنظمات غير الربحية. تشكل الحدائق والبساتين المشتركة اليوم جزءًا كبيرًا من حركة البستنة الحضرية، وتختلف عن الفترات السابقة التي جرى فيها إنشاء وتنمية المتنزهات الكبرى، إذ كان الهدف من الأخيرة تحرير الناس من الطابع الصناعي للمدينة. بالإضافة إلى ذلك، الحدائق المشتركة أكثر مردودًا وتتيح الوصول إلى الطبيعة حيث تكون البرية غير متاحة. ساعدت تلك الحركة في إنشاء علاقات بين ساكني المدن والأرض، وساهمت في الحفاظ على تلك العلاقات، وأسهمت أيضًا بنوع مختلف من مناصرة البيئة الحضرية.
بالرغم من مضي 30 سنة منذ إنشاء أول حديقة مشتركة في الولايات المتحدة، لا يوجد تحليل حقيقي لعدد البساتين والحدائق الحضرية والمنظمات المسؤولة عنها. تظهر الإحصائيات التي أجرتها جمعية البستنة المشتركة الأمريكية أن الحكومات البلدية والمنظمات غير الربحية تنفذ برامج البستنة في نحو 250 مدينة وبلدة. في المقابل، يعترف العاملون في تلك المنظمات أن هذا الرقم أكبر بمرتين على أرض الواقع. في استطلاع عام 1994، وجدت جمعية البستنة الوطنية أن 6.7 مليون عائلة أبدت رغبتها واهتمامها بموضوع البستنة إن وجد عقار فارغ أو أرض خالية بالقرب منهم، مع أن تلك العائلات لم تشارك مسبقًا في برامج ومشاريع البستنة. كشف استطلاع أحدث عن إنشاء المزيد من الحدائق في المدن، بدلًا من تطوير التنمية الاقتصادية فيها.
للبستنة الحضرية اليوم العديد من المكونات، ولا تقتصر فقط على البستنة التشاركية، بل تشمل حدائق الأسواق والمزارع الصغيرة وأسواق المزارعين، وهي اليوم عامل مهم في نمو المجتمع. إحدى نتائج البستنة الحضرية؛ حركة الأمن الغذائي، إذ تمنح الأطعمة المزروعة محليًا الأفضلية عن طريق عدد من المشاريع والبرامج، ما يؤمن للمجتمع طعامًا مغذيًا وبسعر أقل. جاءت البساتين المشتركة الحضرية وحركة الأمن الغذائي استجابة لمشاكل الصناعة والزراعة، ولحل القضايا الأخرى التي ترافق تلك المشاكل كتضخم الأسعار ونقص الغذاء والسوق المركزية وغيرها...

## الفوائد

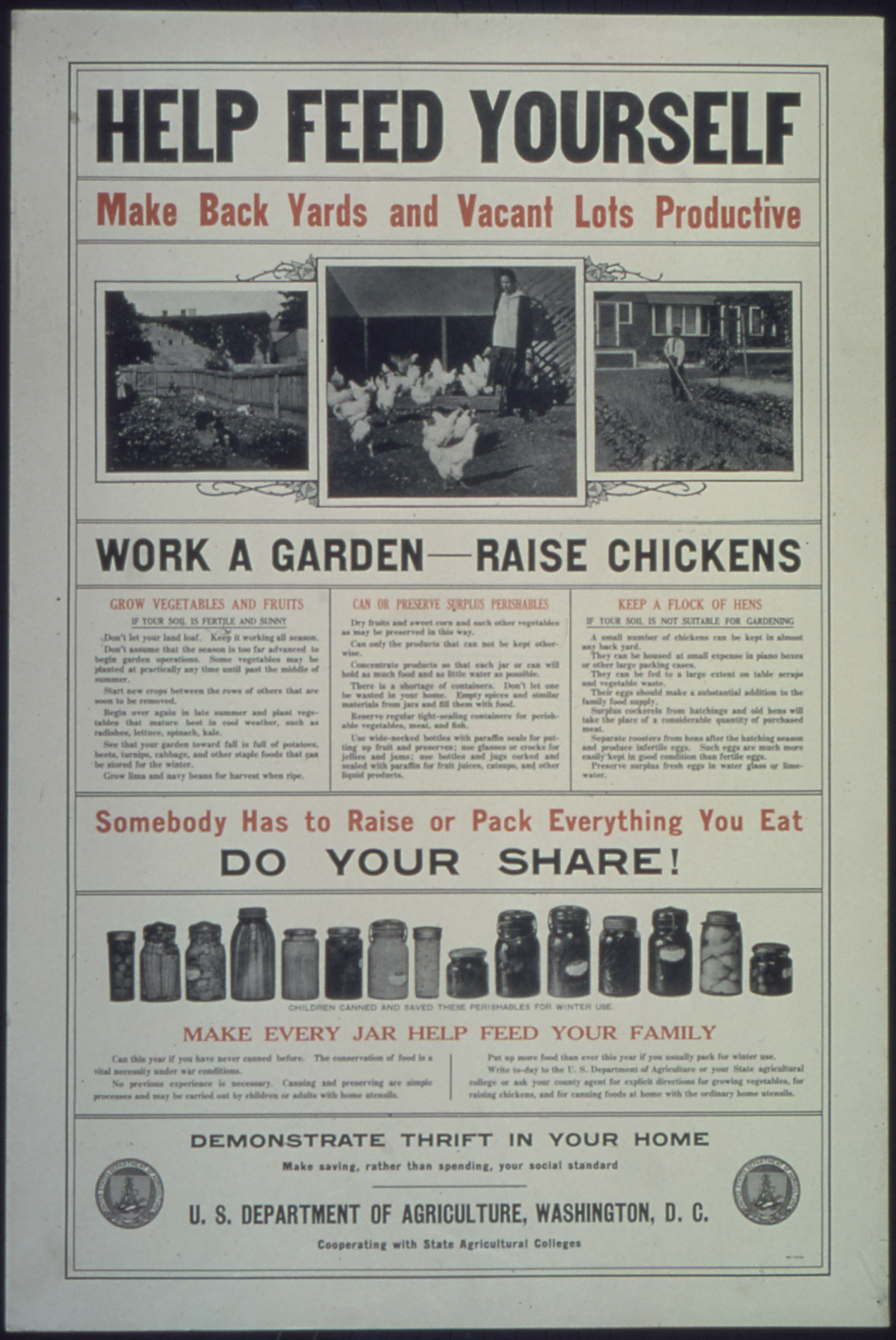
إعلان: ساعد في إطعام نفسك. اجعل الساحات الخلفية والأراضي الخالية منتجة. اعمل في الحديقة - قم بتربية الأطفال... يجب على شخص ما أن يقوم بذلك

إن البستنة بحد ذاتها علم تطبيقي وعملي، بالتالي للبستنة أثر ملحوظ في حياتنا اليومية. لا تستطيع الحدائق المشتركة التنافس مع الأراضي التي تباع منتجاتها في الأسواق، لذا من الضروري إيجاد طرق لاستيعاب وإدراك الفوائد الجمة التي تنتجها البستنة الحضرية، كإسهامها في تحقيق المنفعة الاجتماعية والإنسانية والمالية. لاحظ فريدريك لو أولمستد؛ مصمم منتزه «سنترال بارك» في مدينة نيويورك، أن الأشجار والمروج والأحواض والحياة البرية، جميعها تخفف من ضغوطات الحياة في المدينة. وفقًا لمختلف الدراسات على مر السنين، وجد أن للطبيعة أثرًا إيجابيًا على صحة الإنسان، خاصة من الناحيتين العاطفية والنفسية. فالأشجار والأعشاب وحدائق الأزهار تزيد من رضى الناس عن الحياة، بسبب وجودها ومنظرها الواضح طبعًا، وذلك عن طريق تخفيف الإرهاق والإزعاج واستعادة الإحساس بالهدوء والسلام.
إحدى أوضح وأبرز الفوائد الصحية التي تقدمها البستنة هي ازدياد استهلاك الخضار والفواكه. تعتبر البستنة بحد ذاتها -أي القيام بأمور البستنة- عائدًا صحيًا رئيسًا. فالبستنة تمرين ذو أثر منخفض، وتحسن الصحة العامة للفرد. أظهرت دراسة حديثة انخفاض مؤشر كتلة الجسم، وانخفاض الوزن لدى العاملين في الحدائق التشاركية مقارنة بأقرانهم غير العاملين.